# Adventure (Schiff, 1926)
Die Adventure ist eines der letzten Segelschiffe, das an der Neufundlandbank zum gewerbsmäßigen Fischfang eingesetzt wurde. Sie ist eines von nur noch zwei existierenden Schonern ohne Bugspriet (knockabout) in den Vereinigten Staaten. Das Schiff wird heute von einer privaten Betreibergesellschaft als Museumsschiff in Gloucester im Bundesstaat Massachusetts instand gehalten. 1989 wurde die Adventure als Konstruktion in das National Register of Historic Places eingetragen. Seit dem 19. April 1994 hat der Schoner den Status einer National Historic Landmark.

## Geschichte
Der Schiffskonstrukteur Thomas McManus entwarf die Pläne der Adventure und ließ das Schiff 1926 auf der Werft John F. James and Son in Essex mit einer Länge von 121,6 ft (37,1 m), einer Breite von 24,5 ft (7,5 m), einem Tiefgang von 14 ft (4,3 m) sowie einer Tonnage von 130 RT brutto bzw. 62 RT netto bauen. Das Schiff wurde zwischen Nantucket und Neufundland zum Fischen von Kabeljau, Schellfisch und Heilbutt eingesetzt. Mit ihren Segeln, einem zusätzlichen Dieselantrieb sowie 14 Dories war sie einer der schnellsten Schoner der US-amerikanischen Fischfangflotte. Während ihrer aktiven Zeit brachte sie Fische im Wert von rund 4 Mio. US-Dollar an Land und fuhr damit den größten Gewinn eines einzelnen Schiffs der Fischereigeschichte ein.
1953 wurde sie als letzte ihrer Bauart außer Dienst gestellt und 1954 in einen Windjammer für Kreuzfahrten umgebaut. In diesem Zuge wurden der Motor, die Welle und der Propeller entfernt. Die Adventure wurde bis 1987 als Kreuzfahrtschiff entlang der Küste von Maine eingesetzt, was ihr den Spitznamen „Queen of the Windjammers“ (deutsch Königin der Windjammer) einbrachte.
Jim Sharp, der das Schiff seit 1965 besaß, schenkte es der zu diesem Zweck gegründeten Non-Profit-Organisation The Gloucester Adventure Inc., deren Aufgaben in der Instandhaltung und Restaurierung, der Nutzung und Vermarktung als Museumsschiff sowie Ausfahrten zu besonderen Anlässen bestehen. Die Adventure ist ein wichtiges Symbol für die Rolle der Stadt Gloucester in der Entwicklung der US-amerikanischen Fischereiindustrie und zeigt, wie ein bestimmter Schiffstyp die Wirtschaft einer ganzen Region beeinflussen konnte.
Im Zuge der Restaurierungsarbeiten wurde das Schiff wieder seetauglich gemacht und erhielt 2015 die Zulassung zur Aufnahme von Passagieren.